# Europese kampioenschappen kunstschaatsen 1947
De Europese Kampioenschappen kunstschaatsen 1947 was de 39e editie voor de mannen en de elfde editie voor de vrouwen en paren van het jaarlijks evenement dat georganiseerd wordt door de Internationale Schaatsunie (ISU).
Na zeven jaar zonder kampioenschappen vanwege de Tweede Wereldoorlog organiseerde de ISU de eerste naoorlogse EK kunstschaatsen voor de zesde keer de kampioenschappen in één gaststad. Vanaf dit jaar zouden de kampioenschappen bij de mannen, vrouwen en paren altijd in één gaststad worden gehouden.
Plaats van handeling voor de kampioenschappen was dit jaar Davos. Het was de negende keer dat een EK kampioenschap in Davos plaatsvond, eerder werden de kampioenschappen voor de mannen van 1899, 1904, 1906, 1922, 1924, 1926, 1929 en 1939 er gehouden. Het was de twaalfde keer dat een EK kampioenschap in Zwitserland plaatsvond, eerder werden de toernooien van 1931 (vrouwen en paren), 1935 en 1938 (mannen en vrouwen) in Sankt Moritz gehouden.

## Historie
De Duitse en Oostenrijkse schaatsbond, verenigd in de "Deutscher und Österreichischer Eislaufverband", organiseerden zowel het eerste EK Schaatsen voor mannen als het eerste EK Kunstschaatsen voor mannen in 1891 in Hamburg, in toen nog het Duitse Keizerrijk, nog voor het ISU in 1892 werd opgericht. De internationale schaatsbond nam in 1892 de organisatie van het EK kunstschaatsen over. In 1895 werd besloten voortaan het WK kunstschaatsen te organiseren en kwam het EK te vervallen. In 1898, na twee jaar onderbreking, vond toch weer een herstart plaats van het EK kunstschaatsen.
De vrouwen en paren zouden vanaf 1930 jaarlijks om de Europese titel strijden. De ijsdansers streden vanaf 1954 om de Europese titel in het kunstschaatsen.

## Deelname
Er namen deelnemers uit negen landen deel aan deze kampioenschappen. Zij vulden 37 startplaatsen in de drie disciplines in. Voor de derde keer namen er deelnemers van buiten Europa deel aan de kampioenschappen. In 1934 was de Amerikaanse Maribel Vinson de eerste en in 1936 namen er drie Japanners en één Japanse deel. Dit jaar namen Gretchen Merrill en Roberta Scholdan uit de Verenigde Staten en Barbara Ann Scott uit Canada en Patricia Molony uit Australië deel bij het vrouwentoernooi.
Voor de tiende keer werd België op de EK kunstschaatsen vertegenwoordigd. Robert Van Zeebroeck (1926, 1936) en Freddy Mésot (1936, 1937) kwamen in het mannentoernooi uit en Yvonne de Ligne-Geurts kwam van 1930-1935 uit in het vrouwentoernooi. Dit jaar kwam Fernand Leemans uit in het mannentoernooi, Simone Clinckers in het vrouwentoernooi en Micheline Lannoy / Pierre Baugniet en Suzanne Diskeuve / Edmond Verbustel vertegenwoordigden België voor het eerst bij de paren.
(Tussen haakjes het totaal aantal startplaatsen over de disciplines.)
| Verenigd Koninkrijk (10) Tsjecho-Slowakije (7) Zwitserland (6) België (4) Zweden (4) | Frankrijk (2) Verenigde Staten (2) Australië (1) Canada (1) |

## Medaille verdeling
Bij de mannen werd de enige deelnemer die ook voor de oorlog aan de EK kunstschaatsen had deelgenomen Europees kampioen. Hans Gerschwiler was de eerste Zwitser en de vijftiende man die Europees kampioen bij de mannen werd. De Tsjechoslowaak Vladislav Čáp op de tweede plaats veroverde de tweede medaille voor zijn vaderland bij het EK kunstschaatsen, Otto Gold werd in 1930 ook tweede. Fernand Leemans op plaats drie veroverde de eerste Belgische medaille in het mannentoernooi.
Bij de vrouwen stond één Europese vrouw op het erepodium. De enige vrouw die ook voor de oorlog aan de EK kunstschaatsen had deelgenomen, de Britse Daphne Walker, eindigde net als in 1939 op de derde plaats. De Canadese Barbara Ann Scott werd de vierde Europees kampioene bij de vrouwen en de Amerikaanse Gretchen Merrill veroverde de tweede EK medaille voor haar vaderland, Maribel Vinson werd in 1934 derde.
Bij de paren stonden de beide Belgische paren Micheline Lannoy / Pierre Baugniet (eerste) en Suzanne Diskeuve / Edmond Verbustel (derde) op het erepodium, Lannoy / Baugniet werden het zesde paar dat Europees kampioen werd. Het Britse paar Winifred Silverthorne / Dennis Silverthorne eindigden op de tweede plaats.
| Discipline | Goud                               | Zilver                                      | Brons                               |
| ---------- | ---------------------------------- | ------------------------------------------- | ----------------------------------- |
| Mannen     | Hans Gerschwiler                   | Vladislav Čáp                               | Fernand Leemans                     |
| Vrouwen    | Barbara Ann Scott                  | Gretchen Merrill                            | Daphne Walker                       |
| Paren      | Micheline Lannoy / Pierre Baugniet | Winifred Silverthorne / Dennis Silverthorne | Suzanne Diskeuve / Edmond Verbustel |

## Uitslagen
| #      | naam (deelname)      | land                         | pc |
| ------ | -------------------- | ---------------------------- | -- |
| Goud   | Hans Gerschwiler (2) | Vlag van Zwitserland         |    |
| Zilver | Vladislav Čáp        | Vlag van Tsjechië            |    |
| Brons  | Fernand Leemans      | Vlag van België              |    |
| 4      | Arthur Apfel         | Vlag van Verenigd Koninkrijk |    |
| 5      | Zdenek Fikar         | Vlag van Tsjechië            |    |
| 6      | Fritz Durst          | Vlag van Zwitserland         |    |

| #      | naam (deelname)       | land                                  | pc |
| ------ | --------------------- | ------------------------------------- | -- |
| Goud   | Barbara Ann Scott     | Vlag van Canada 1921-1957             |    |
| Zilver | Gretchen Merrill      | Vlag van Verenigde Staten (1912-1959) |    |
| Brons  | Daphne Walker (3)     | Vlag van Verenigd Koninkrijk          |    |
| 4      | Jeannette Altwegg     | Vlag van Verenigd Koninkrijk          |    |
| 5      | Jirina Nekolova       | Vlag van Tsjechië                     |    |
| 6      | Alena Vrzáňová        | Vlag van Tsjechië                     |    |
| 7      | Marion Davies         | Vlag van Verenigd Koninkrijk          |    |
| 8      | Maja Hug              | Vlag van Zwitserland                  |    |
| 9      | Bridget Shirley Adams | Vlag van Verenigd Koninkrijk          |    |
| 10     | Jill Linzee           | Vlag van Verenigd Koninkrijk          |    |
| 11     | Dagmar Lerchova       | Vlag van Tsjechië                     |    |
| 12     | Barbara Wyatt         | Vlag van Verenigd Koninkrijk          |    |
| 13     | Roberta Scholdan      | Vlag van Verenigde Staten (1912-1959) |    |
| 14     | Ursula Arnold         | Vlag van Zwitserland                  |    |
| 15     | Simone Clinckers      | Vlag van België                       |    |
| 16     | Patricia Molony       | Vlag van Australië                    |    |
| 17     | Lotti Honer           | Vlag van Zwitserland                  |    |
| 18     | Gun Hammarin          | Vlag van Zweden                       |    |
| 19     | Anne-Marie Sjöberg    | Vlag van Zweden                       |    |
| -      | Gun Ericson           | Vlag van Zweden                       |    |

| Er deed een recordaantal van elf paren uit zes landen mee. De Tsjech Jaroslav Sadilek was de enige deelnemer die ook voor de oorlog had deelgenomen, in 1937 nam hij deel in het mannentoernooi. \| # \| naam (deelname) \| land \| pc \| \| ------ \| ----------------------------------------- \| ---------------------------- \| -- \| \| Goud \| Micheline Lannoy Pierre Baugniet \| Vlag van België \| \| \| Zilver \| Winifred Silverthorne Dennis Silverthorne \| Vlag van Verenigd Koninkrijk \| \| \| Brons \| Suzanne Diskeuve Edmond Verbustel \| Vlag van België \| \| \| 4 \| Denise Fayolle Guy Pigier \| Vlag van Frankrijk \| \| \| 5 \| Bela Zachova Jaroslav Zach \| Vlag van Tsjechië \| \| \| 6 \| Jennifer Nicks John Nicks \| Vlag van Verenigd Koninkrijk \| \| \| 7 \| Luny Unold Hans Kuster \| Vlag van Zwitserland \| \| \| 8 \| Denise Favart Jacques Favart \| Vlag van Frankrijk \| \| \| 9 \| Pamela Davis Ernest H.C. Yates \| Vlag van Verenigd Koninkrijk \| \| \| 10 \| Eva Dousova Jaroslav Sadilek (2) \| Vlag van Tsjechië \| \| \| 11 \| Kerstin Wikman Harry Berlin \| Vlag van Zweden \| \| |                                           |                              |    |
| # | naam (deelname)                           | land                         | pc |
| Goud | Micheline Lannoy Pierre Baugniet          | Vlag van België              |    |
| Zilver | Winifred Silverthorne Dennis Silverthorne | Vlag van Verenigd Koninkrijk |    |
| Brons | Suzanne Diskeuve Edmond Verbustel         | Vlag van België              |    |
| 4 | Denise Fayolle Guy Pigier                 | Vlag van Frankrijk           |    |
| 5 | Bela Zachova Jaroslav Zach                | Vlag van Tsjechië            |    |
| 6 | Jennifer Nicks John Nicks                 | Vlag van Verenigd Koninkrijk |    |
| 7 | Luny Unold Hans Kuster                    | Vlag van Zwitserland         |    |
| 8 | Denise Favart Jacques Favart              | Vlag van Frankrijk           |    |
| 9 | Pamela Davis Ernest H.C. Yates            | Vlag van Verenigd Koninkrijk |    |
| 10 | Eva Dousova Jaroslav Sadilek (2)          | Vlag van Tsjechië            |    |
| 11 | Kerstin Wikman Harry Berlin               | Vlag van Zweden              |    |

Medaillewinnaars

Mannen · 
Vrouwen ·
Paren · 
IJsdansen

Toernooi

1891 · 
1892 · 
1893 · 
1894 · 
1895 · 
1896-1897 · 
1898 · 
1899 · 
1900 · 
1901 · 
1902-1903 · 
1904 · 
1905 · 
1906 · 
1907 · 
1908 · 
1909 · 
1910 · 
1911 · 
1912 · 
1913 · 
1914 · 
1915-1921 · 
1922 · 
1923 · 
1924 · 
1925 · 
1926 · 
1927 · 
1928 · 
1929 · 
1930 · 
1931 · 
1932 · 
1933 · 
1934 · 
1935 · 
1936 · 
1937 · 
1938 · 
1939 ·
1940-1946 · 
1947 · 
1948 · 
1949 · 
1950 · 
1951 · 
1952 · 
1953 · 
1954 · 
1955 · 
1956 · 
1957 · 
1958 · 
1959 · 
1960 · 
1961 · 
1962 · 
1963 · 
1964 · 
1965 · 
1966 · 
1967 · 
1968 · 
1969 · 
1970 · 
1971 · 
1972 · 
1973 · 
1974 · 
1975 · 
1976 · 
1977 · 
1978 · 
1979 · 
1980 · 
1981 · 
1982 · 
1983 · 
1984 · 
1985 · 
1986 · 
1987 · 
1988 · 
1989 · 
1990 · 
1991 · 
1992 · 
1993 · 
1994 · 
1995 ·
1996 · 
1997 · 
1998 · 
1999 · 
2000 · 
2001 · 
2002 · 
2003 · 
2004 · 
2005 · 
2006 ·
2007 ·
2008 ·
2009 ·
2010 ·
2011 ·
2012 ·
2013 ·
2014 ·
2015 ·
2016 ·
2017 ·
2018 ·
2019 ·
2020 ·
2021 · 
2022 · 
2023 · 
2024 · 
2025

WK kunstschaatsen ·
WK kunstschaatsen junioren ·
Viercontinentenkampioenschap ·
Olympische Spelen